# Jørn Okbo
Jørn Okbo (født 29. august 1947 i Aarhus) er en dansk trommeslager, kapelmester, koncertarrangør, forfatter og tidligere radiovært.
Han arbejdede fra 1968-1978 i Canada med salg, musik og som radiovært.
I marts 1986 etablerer han "Jazzradioen i Aarhus". I 1987 modtager han Gaffelprisen af Jazzselskabet I Aarhus, for sin indsats for Jazzradioen 
Han var bestyrelsesmedlem i Jazzselskabet i Aarhus fra 1994-1999, og formand for Aarhus Jazzklub fra 2001 til marts 2010.
Okbo etablerede "Kulturkontoret" i 1982 som arrangør af diverse kulturarrangementer i Musikhuset Aarhus. Med bl.a. jazzpianisten Oscar Petersons Trio den 7. oktober 1982. Niels Henning Ørsted Pedersen bas, Martin Drew, trommer.
Koncerten blev den første i en lang række jazzkoncerter i Musikhuset. Desuden arrangementer med forfatteren Per Højholt og hans "Gittemonologer", der i Musikhusets Lille Sal havde publikumsrekord med 13 fortløbende forestillinger. Desuden enkeltstående arrangementer med bl.a. forfatterne Dan Turèll og Johannes Møllehave. 
Fra 1990-2000: Talkshowvært i "Snakbaren" under Aarhus International Jazzfestival i Musikhuset Aarhus på Cafescenen. Gæster var bl.a. bassisten Ray Brown, pianisten Hank Jones, trompetisten Clark Terry, vibrafonisten Gary Burton, saxofonisten Michael Brecker, trompetisten Randy Brecker, pianisten Abdulla Ibrahim, bluesguitarist og sanger B.B. King, bassisten Niels Henning Ørsted Pedersen, kapelmester Ib Glindemann og mange andre personligheder fra ind- og udland.
Jørn Okbo er aktiv trommeslager som jazz- og selskabsmusiker. Desuden er han en efterspurgt foredragsholder om Jazzens historie og personligheder.
Han har skrevet bogen "Livet på Jazzbar Bent J – så vidt jeg husker". 